# MV Agusta 500 Vierzylinder

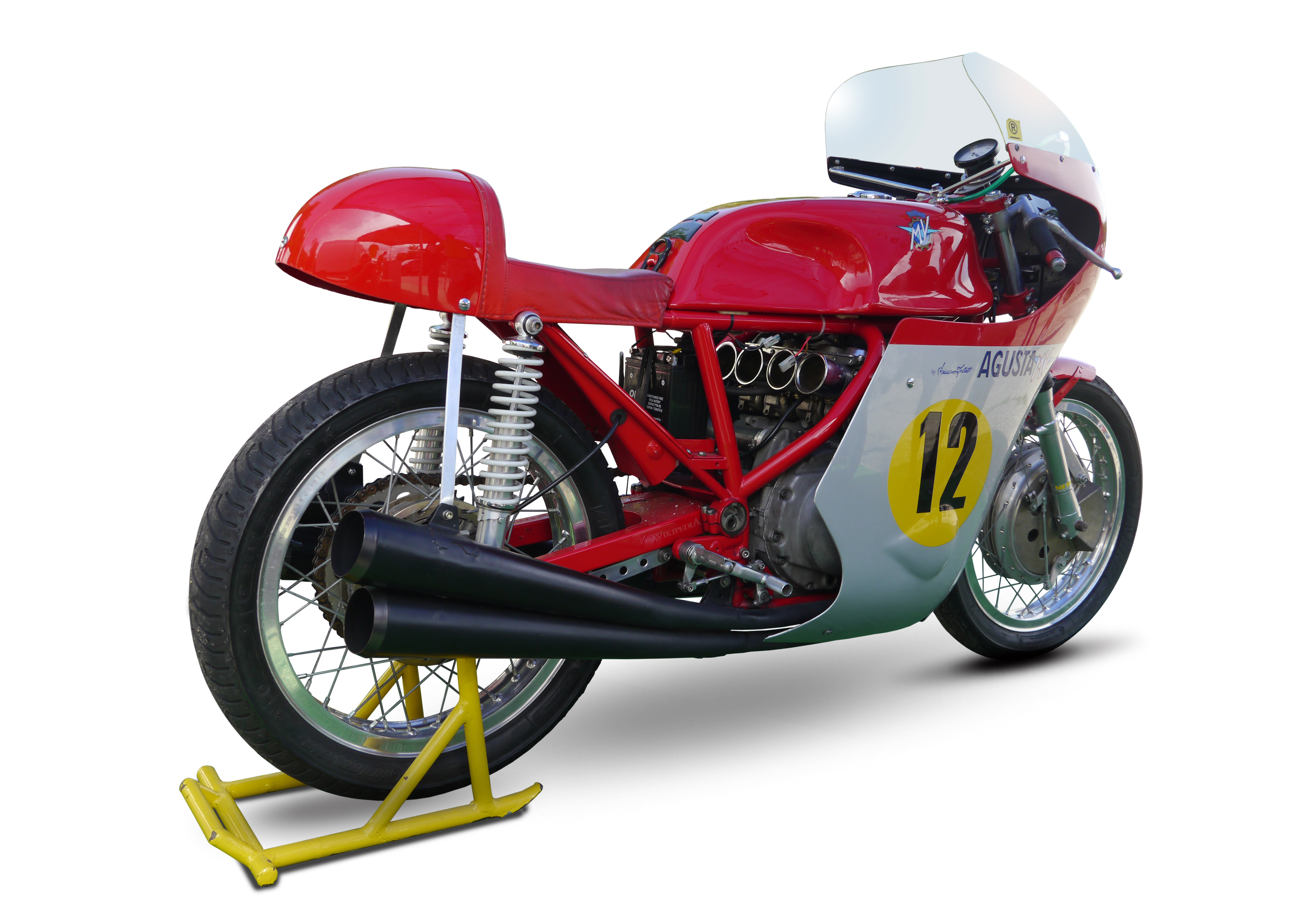
Die MV Agusta 500 “ST 84” Version mit Stahlspeichen. Gut zu erkennen: die vier 32er Dell’Orto-Rennvergaser (1973–1974)

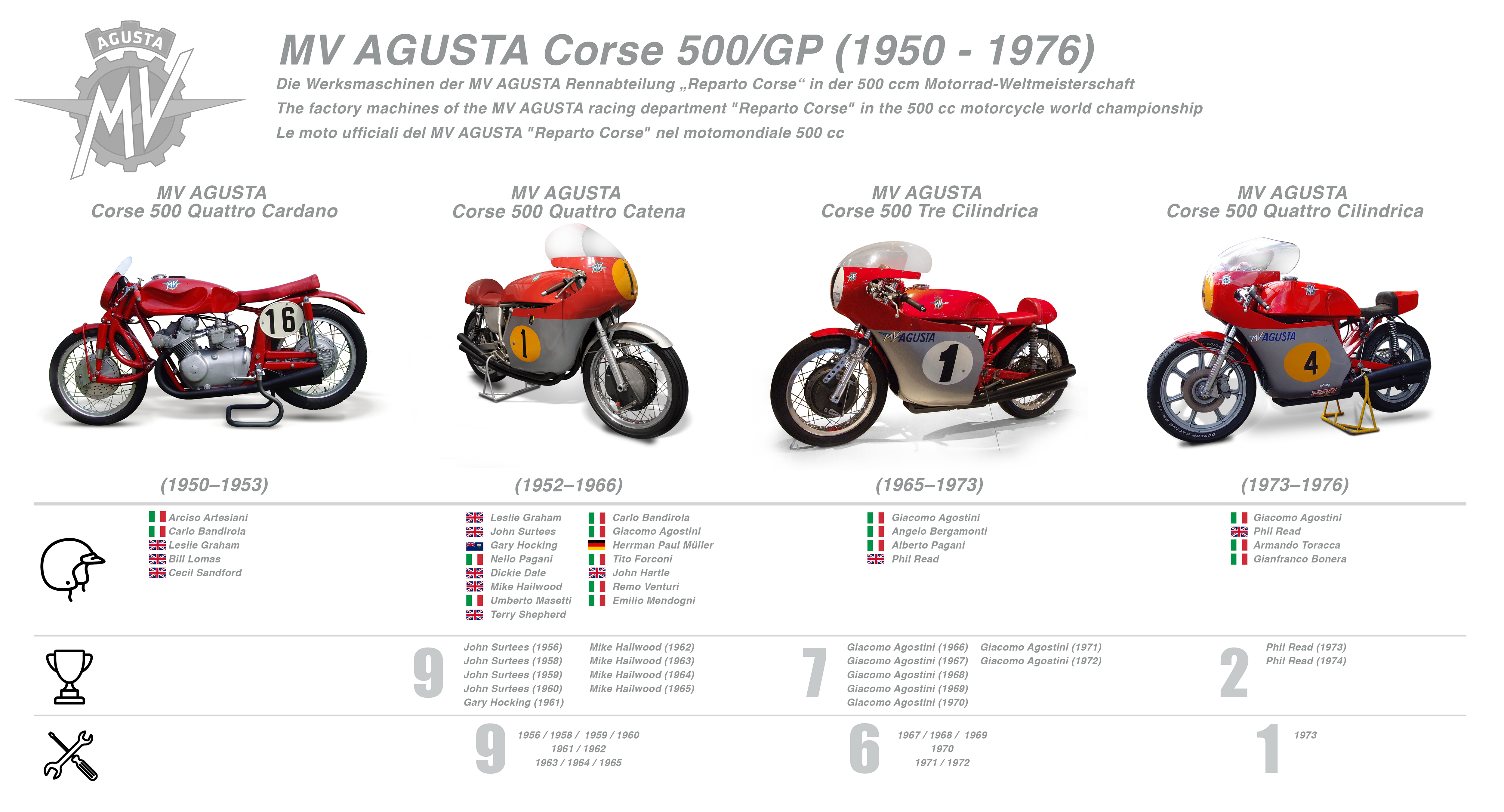
Die Einordnung der 500 Quattro Cilindrica im Kreis der Werksmaschinen der MV AGUSTA Rennabteilung „Reparto Corse“ in der 500-Kubikzentimeter-Motorrad-Weltmeisterschaft mit den jeweiligen Fahrern und errungenen Titeln (Fahrer- und Konstrukteurstitel)

Die MV Agusta 500 Vierzylinder (ital. Bezeichnung: MV Agusta Corse 500 Quattro Cilindrica kurz auch MV Agusta 500 Quattro) war ein Rennmotorrad des italienischen Fahrzeugbauers MV Agusta, das in der höchsten Klasse der FIM zur Motorrad-Weltmeisterschaft zwischen 1973 und 1976 eingesetzt wurde. Mit diesem Motorrad wurden  das Werksteam „Reparto corse“ von MV Agusta 1973 Markenweltmeister und Phil Read 1973 und 1974 Fahrerweltmeister in der Klasse bis 500 cm³ Hubraum.

## Entwicklung und Technik
Die berühmteste Rennmaschine von MV Agusta, die Dreizylinder oder Tre, mit der Giacomo Agostini in der Klasse bis 500 cm³ ununterbrochen von 1966 bis 1972 Weltmeister wurde, war in der Saison 1972 gerade noch leistungsfähig genug, um die neu entwickelten Zweitaktmotorräder der Konkurrenten Yamaha und Suzuki in Schach zu halten. Für die Saison 1973 wurde daher ein vorhandener Vierzylinder von 350 cm³ Hubraum, der höhere Drehzahlen erreichen konnte als der Dreizylinder auf 433,5 cm³ Hubraum aufgebohrt. Die Leistung wurde mit 88 PS (65 kW) bei 14.000 Umdrehungen pro Minute angegeben.
Das entsprach fast dem Leistungswert der alten Tre, deren Entwicklung ausgereizt war. Arturo Magni, Rennleiter und Chefentwickler bei MV, gelang es jedoch mit dem schmaleren und leichteren Motor nicht, die nötige Standfestigkeit zu erreichen. Die Hubschrauberabteilung von Agusta unter dem Chefingenieur Giuseppe Bocchi, der zuvor für Lamborghini und Ferrari Zwölfzylindermotoren entwickelte, wurde um Hilfe gebeten. Bocchi entwickelte den Motor weiter. Der Nockenwellenantrieb über Zahnräder, bis dahin an der Seite des Zylinderblocks, wurde nun wie bei den Serienmotoren zwischen Zylinder 2 und 3 angeordnet. Der quer eingebaute Reihenvierzylindermotor ist 40 cm lang und wiegt trocken 55 kg. Die Leichtmetallzylinder sind im Gegensatz zu denen der Serientriebwerke aus einem Block. Der in einem Stück gegossene Zylinderkopf hat dachförmige Brennräume. Die zwei Einlassventile mit 20,5 mm und zwei Auslassventile mit 16 mm Durchmesser werden über Tassenstößel betätigt und mit zwei ineinander gesteckten Tonnenfedern geschlossen, der Ventilwinkel beträgt 55 Grad.

## Renneinsätze

### 1973
Auf einen Hubraum von 499 cm³ (Hub: 57 mm, Bohrung: 49 mm) gebracht, erreichte der standfeste Motor in der ersten 73er Version 95–98 PS bei einer Drehzahl von 14.000 min−1. Damit konnte sich Read, dem seit dem dritten Rennen dieser Motor zur Verfügung stand, gegenüber der Zweitaktkonkurrenz durchsetzen und Weltmeister werden. Agostini wurde in der Motorrad-Weltmeisterschaft 1973, für ihn enttäuschend, nur Dritter der Weltmeisterschaft; er bestritt die ersten Rennen auf der alten Tre. Anfangs wurde die Vierzylinder mit nur einer Bremsscheibe vorne sowie Reifen der Größe 3.00-18 vorne und, je nach Rennkurs, 3.25–18/3.50–18/3.75–18 hinten auf Speichenräder an den Start gebracht.

### 1974
Nach dem überraschenden Weggang von Agostini zu Yamaha (er fühlte sich gegenüber seinem Teamkollegen Read zurückgesetzt) wurde die Vierzylinder einer weiteren Leistungssteigerung unterzogen. Die 74er Version der 500er Vierzylinder erreichte bei einer Drehzahl von 14.500 min−1 eine Leistung von 108–110 PS. Die Fahrer Read und Gianfranco Bonera (der zweite Pilot bei MV Agusta) bemängelten stets Fahrwerksschwächen. So kam eine zentrale Hinterradfederung zum Einsatz (System Cantilever), daneben wurde eine andere Ceriani-Gabel verwendet und mit einem Hinterrad-Slick in der Größe 4.50–18 experimentiert. Wohl bei keinem anderen Rennmodell von MV Agusta wurden derart häufig Fahrwerksveränderungen vorgenommen. Trotzdem gelang Read eine Wiederholung seines Vorjahreserfolges in der Motorrad-Weltmeisterschaft 1974 auch aufgrund von technischen Ausfällen der leistungsstarken Zweitaktmotoren. Eine Entscheidung der FIM, die Lautstärke der Rennmaschinen in Zukunft auf 116 Phon zu reduzieren, sollte insbesondere die Viertakter von MV Agusta treffen. Zweitakter waren ohne Leistungseinbußen leichter zu dämpfen, da eine Überarbeitung der Resonanzkammer genügte. Gemessen wurden an der MV Agusta Vierzylinder (74er und 75er Version) zwischen 125 und 130 Phon am ungedämpften Auspuffrohr. Read und Agostini fuhren mit Ohrenstöpseln, um die Geräuschkulisse ertragen zu können.

### 1975
Eine Leistungssteigerung gegenüber der Vorjahresmaschine wurde nicht vorgenommen. Ein Gitterrohrrahmen wurde statt des alten demontierbaren Doppelschleifenrahmens verbaut, um eine höhere Fahrwerksstabilität zu erreichen. Ebenso wurde eine breitere Schwinge verwendet, um den erstmals gefahrenen Slick an der Hinterachse aufnehmen zu können. Die Motorrad-Weltmeisterschaft 1975 verlief bis zum letzten Rennen, dem Großen Preis der Tschechoslowakei, spannend. Der Zweikampf zwischen Agostini (Yamaha OW26/Zweitakt) und Read (MV Agusta/Viertakt) um den Fahrertitel war so eng wie lange nicht mehr. Im vorletzten Rennen (Finnland) erlitt die Viertakter von Read einen Magnetschaden, der einzige, noch dazu technische Ausfall der Saison. Durch die Streichresultate musste Agostini im letzten Rennen nur ins Ziel und in die Punkte kommen, bei einem Ausfall Agostinis wäre Read wieder Weltmeister geworden. Read gewann mit der Vierzylinder zwar das letzte Rennen, doch Agostini wurde Zweiter und damit zum ersten Mal auf einer Zweitaktmaschine Weltmeister der Klasse bis 500 cm³.

### 1976
Nach der überraschenden Rückkehr von Agostini zu MV Agusta wurde die Maschine nochmals überarbeitet. „Ago“ hatte nur einen Zweijahresvertrag, und Yamaha zog sich Ende 1975 offiziell von Rennsport zurück; Read, bisher Nr.-1-Pilot bei MV, wechselte zu Suzuki. Mit den Sponsoren Marlboro und Api auf der Rennverkleidung startete Agostini in der Motorrad-Weltmeisterschaft 1976. Die letzte Version der 500er wurde mit den Leistungsdaten 115 PS bei einer Drehzahl von 14.500 min−1 angegeben. Die neuen Grenzwerte hinsichtlich der Lautstärke wurden von dieser Maschine durch einen neugestalteten Zylinderkopf und erstmals verwendeten Endschalldämpfer mit 115 Phon erfüllt.
Die Saison verlief für MV und Agostini enttäuschend. Die Zweitakter von Suzuki waren leistungsmäßig überlegen und mittlerweile so standfest, dass Barry Sheene unangefochten Weltmeister wurde. Nur ein einziges Mal gelang Agostini der Sprung aufs Podium. Am 29. August 1976, dem letzten Rennen der Saison, gelang es Agostini, mit der MV Agusta auf der fahrerisch anspruchsvollen Nürburgring-Nordschleife den letzten Rennsieg eines Viertaktmotors im direkten Vergleich zu Zweitakt-Rennmaschinen zu erringen. Er kam nach 7 Rennrunden mit 52 Sekunden Vorsprung vor dem Zweiten, Marco Lucchinelli auf Suzuki, ins Ziel.

## Epilog
Nach dem letzten Rennen am Nürburgring zog sich MV Agusta offiziell vom Motorsport zurück. Nach 30 Jahren Motorsport wollte der neue Mehrheitsgesellschafter nicht weiteres Geld in die Rennabteilung der finanziell angeschlagenen Firma investieren. Ein bereits fertig entwickelter 180°-V-Motor (als Nachfolger der Reihenvierzylinder), längsliegend im Rahmen eingebaut, kam nie zum Einsatz. Erst im Jahre 2002, nach dem Verbot von Zweitaktern in der Königsklasse, wurden in der neu entstandenen Rennklasse der MotoGP wieder Viertakter in der Weltmeisterschaft eingesetzt.

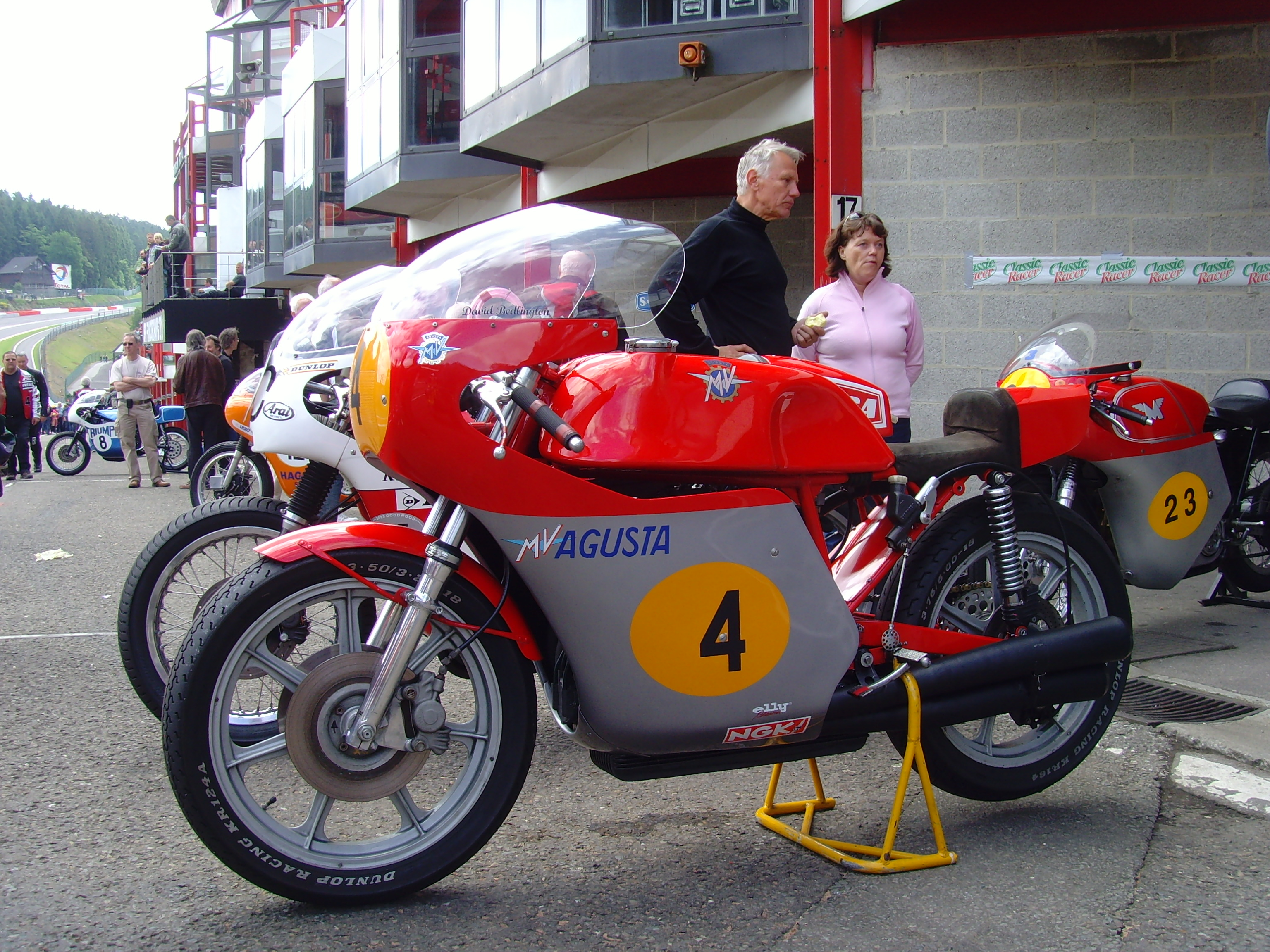
MV Agusta Corse 500/4 (1974–75)
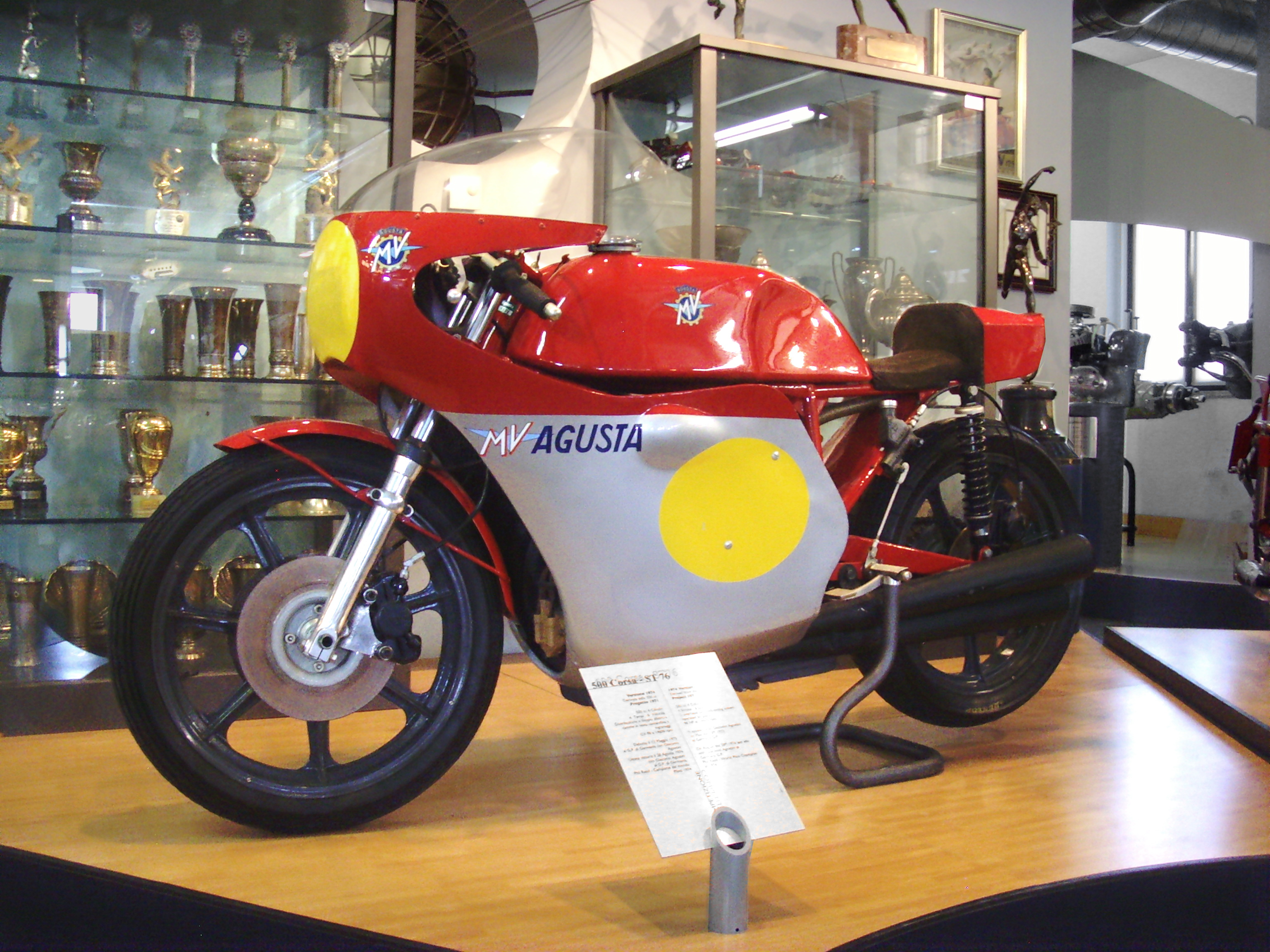
MV 500 Corsa ST (1976)
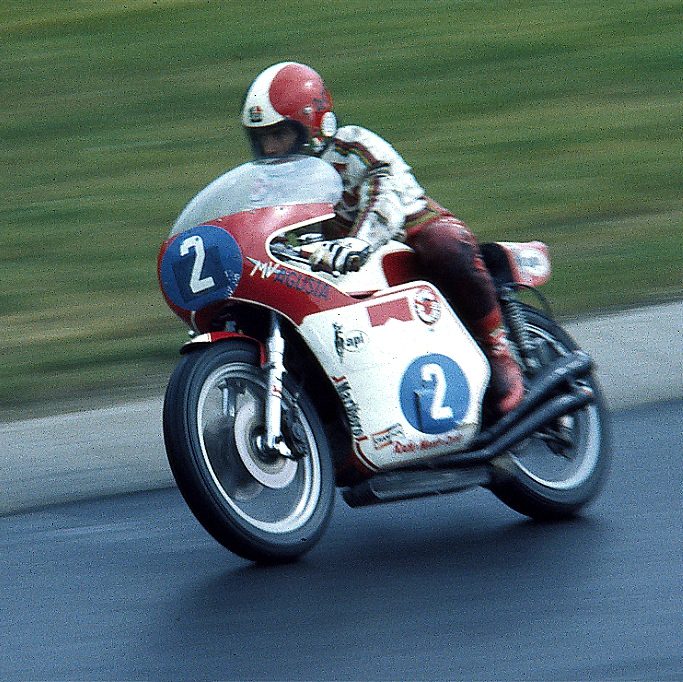
MV Agusta 350/4 gleiche Lackierung wie MV 500 (1976)